# Grădina Félix Hap

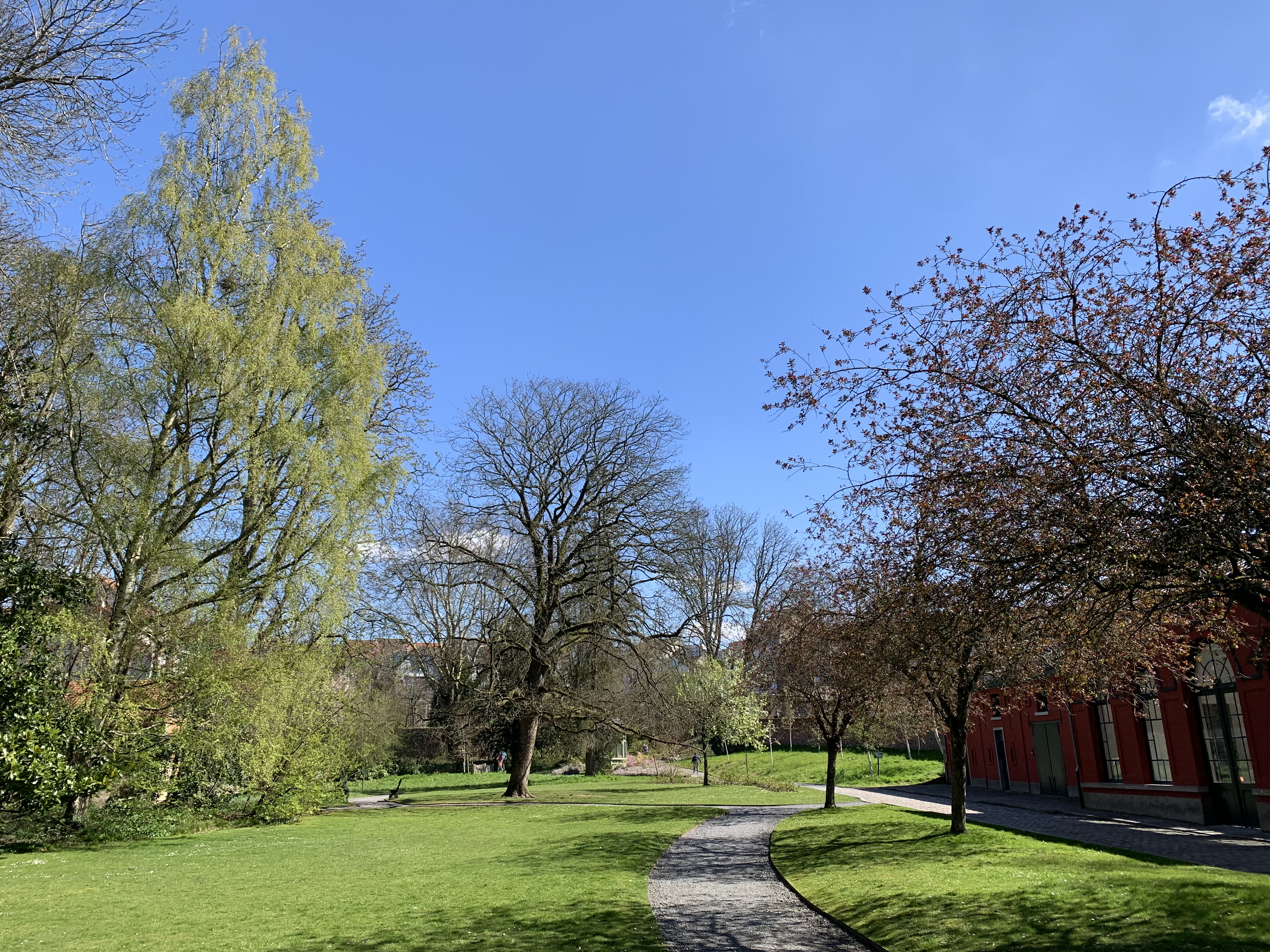
Privelişte din grădină.

Grădina Félix Hap (franceză Jardin Jean-Félix Hap, neerlandeză Jean-Félix Hap park/tuin) este un parc din Etterbeek, Belgia. Numele lui vine de la primarul Félix Hap.
Izvorul Broebelaerului se află în Grădina Félix Hap.
În Evul Mediu aici se afla un castel cu o grădină, așezată aici, pentru a înlesni alimentarea cu apă. Mai târziu, când urbanizarea amenința distrugerea grădinii, primarul Lodewijk Hap a cumpărat-o, dându-i numele nepotului său Félix, carea avea să devină primar mai târziu.
Familia Hap a lăsat grădina la dispoziția persoanelor în vîrstă și a mamelor cu copii, care să poată petrece câteva clipe în natură.
Întreținerea grădinii costând scump, Félix Hap a pus-o în proprietatea comunei, care se ocupă până în ziua de astăzi.
În grădină se află arbori aduși din Munții Ardeni, o baltă săpată pe Broebelaer, iar verdeața e presărată de leurdă.
Sunt două uși de intrare în grădină, una din șoseaua Auderghemului, alta din șoseaua Wavrului.